# NGC 3805
NGC 3805 (również PGC 36224 lub UGC 6642) – galaktyka eliptyczna (E-S0), znajdująca się w gwiazdozbiorze Lwa. Odkrył ją William Herschel 25 kwietnia 1785 roku.